# Кубок Шотландии по футболу 2010/2011
Кубок Шотландии по футболу 2010/2011 годов — 126-й розыгрыш национального Кубка Шотландии. Победителем турнира стал глазговский клуб «Селтик», который в финальном матче, состоявшемся 21 мая 2011 года на стадионе «Хэмпден Парк», обыграл «Мотеруэлл» со счётом 3:0.
Соревнование спонсировалось Правительством Шотландии, сам турнир носит название «Active Nation Scottish Cup».

## Календарь
| Раунд           | Дата первого матча | Матчи        | Матчи       | Клубы   |
| Раунд           | Дата первого матча | Первые матчи | Переигровки | Клубы   |
| --------------- | ------------------ | ------------ | ----------- | ------- |
| Первый раунд    | 25 сентября 2010   | 17           | 7           | 81 → 64 |
| Второй раунд    | 23 октября 2010    | 16           | 4           | 64 → 48 |
| Третий раунд    | 20 ноября 2010     | 16           | 3           | 48 → 32 |
| Четвёртый раунд | 8 января 2011      | 16           | 7           | 32 → 16 |
| Пятый раунд     | 5 февраля 2011     | 8            | 1           | 16 → 8  |
| Четвертьфиналы  | 12 марта 2011      | 4            | 3           | 8 → 4   |
| Полуфиналы      | 16/17 апреля 2011  | 2            | —           | 4 → 2   |
| Финал           | 21 мая 2011        | 1            | —           | 2 → 1   |

Переигровки игр с Первого по Третий раунд проводятся на следующей неделе после первоначальной встречи, с Четвёртого по четвертьфинальный этап — через две недели после первого поединка, в полуфинальной и финальной стадии переигровки не проводятся — в случае ничьи в основное время играются дополнительные два тайма по 15 минут. Если же и после овертайма победитель не выявлен — пробивается послематчевая серия пенальти.

## Результаты

### Первый раунд
Жеребьёвка первого раунда турнира была проведена 1 сентября 2010 года. Клуб «Уик Академи» прошёл во Второй раунд розыгрыша без игры.
| Гала Фейридин  | 1:6      | Саннибанк                                               |
| -------------- | -------- | ------------------------------------------------------- |
| Янг 77′ (пен.) | Протокол | Бартлетт 8′ 61′ · Грейг 14′ · Гордон 41′ 84′ · Стил 90′ |

| Селкерк  | 1:6      | Бонесс Юнайтед                                                   |
| -------- | -------- | ---------------------------------------------------------------- |
| Холл 15′ | Протокол | Гамильтон 26′ · Шилдс 47′ · Форрест 49′ · Ширра 56′ 83′ · Юр 81′ |

| Бит Джуниорс         | 2:0      | Линлитгоу Роуз |
| -------------------- | -------- | -------------- |
| Рид 30′ · Бредли 80′ | Протокол |                |

| Хантли                      | 2:2      | Гирван         |
| --------------------------- | -------- | -------------- |
| Кэмпбелл 27′ · Макгинли 34′ | Протокол | Моффат 56′ 86′ |

| Вейл оф Литин | 1:3      | Кит                    |
| ------------- | -------- | ---------------------- |
| Халл 12′      | Протокол | Кит 54′ (пен.) 60′ 69′ |

| Лоссимут | 0:2      | Уайтхилл Уэлфейр    |
| -------- | -------- | ------------------- |
|          | Протокол | Кидд 36′ · Холл 79′ |

| Деверонвейл | 0:0      | Инверури Локо Уоркс |
| ----------- | -------- | ------------------- |
|             | Протокол |                     |

| Эдинбургский университет | 2:2      | Брора Рейнджерс           |
| ------------------------ | -------- | ------------------------- |
| Камерон 14′ · Энтони 90′ | Протокол | Маккензи 58′ · Маккей 90′ |

| Ньютон Стюарт | 1:1      | Престон Атлетик |
| ------------- | -------- | --------------- |
| Тейлор 14′    | Протокол | Миллер 10′      |

| Хоик Ройал Альберт | 0:3      | Долбитти Старз             |
| ------------------ | -------- | -------------------------- |
|                    | Протокол | Уайт 3′ 60′ · Дингуолл 15′ |

| Фрейзерборо                    | 3:3      | Сент-Катберт Уондерерс           |
| ------------------------------ | -------- | -------------------------------- |
| Джонстон 68′ 86′ · Баллард 83′ | Протокол | Кинг 34′ · Голт 73′ · Редпат 90′ |

| Колдстрим    | 1:3      | Форрес Микеникс          |
| ------------ | -------- | ------------------------ |
| Кроуфорд 87′ | Протокол | Скотт 6′ 19′ · Аллан 22′ |

| Университет Глазго | 1:0      | Бёнтайленд Шип Ярд |
| ------------------ | -------- | ------------------ |
| Рудди 90′          | Протокол |                    |

| Эдинбург Сити | 1:0      | Клачнакуддин |
| ------------- | -------- | ------------ |
| Динелет 90′   | Протокол |              |

| Сивил Сёрвис Строллерс | 1:2      | Уигтаун энд Бледноч           |
| ---------------------- | -------- | ----------------------------- |
| Диксон 40′             | Протокол | Мёрдок 50′ · Клачи 86′ (пен.) |

| Ротс                     | 2:2      | Нэрн Каунти                  |
| ------------------------ | -------- | ---------------------------- |
| Данкан 47′ · Флетчер 75′ | Протокол | Данкансон 20′ · Кэмпбелл 33′ |

| Голспи Сатерленд      | 2:2      | Форт Уильям      |
| --------------------- | -------- | ---------------- |
| Томсон 34′ 63′ (пен.) | Протокол | Маклеллан 9′ 74′ |

Источник: Soccerway, Scottish FA

#### Переигровки
| Гирван                          | 2:1      | Хантли       |
| ------------------------------- | -------- | ------------ |
| Бремнер 13′ (авт.) · Гилмор 87′ | Протокол | Макгинли 33′ |

| Инверури Локо Уоркс | 0:5      | Деверонвейл                                         |
| ------------------- | -------- | --------------------------------------------------- |
|                     | Протокол | Хендри 29′ 46′ · Ломбарди 40′ · Смит 78′ · Голд 84′ |

| Брора Рейнджерс                     | 2:1      | Эдинбургский университет |
| ----------------------------------- | -------- | ------------------------ |
| Макдональд 36′ (пен.) · Маккейн 68′ | Протокол | Гейр 88′                 |

| Престон Атлетик                          | 3:0      | Ньютон Стюарт |
| ---------------------------------------- | -------- | ------------- |
| Лейдлоу 17′ · Пагляруло 38′ · Маколи 70′ | Протокол |               |

| Сент-Катберт Уондерерс               | 3:1      | Фрейзерборо  |
| ------------------------------------ | -------- | ------------ |
| Руд 1′ · Редпат 36′ · Макклимонт 44′ | Протокол | Джонстон 63′ |

| Форт Уильям               | 2:3      | Голспи Сатерленд                                     |
| ------------------------- | -------- | ---------------------------------------------------- |
| Маклеллан 17′ · Эллис 20′ | Протокол | Мартин 1′ (авт.) · Сатерленд 30′ · Томсон 73′ (пен.) |

| Нэрн Каунти                                          | 4:1      | Ротс       |
| ---------------------------------------------------- | -------- | ---------- |
| Маккей 58′ 75′ · Данкансон 65′ · Кэмпбелл 71′ (пен.) | Протокол | Данкан 69′ |

Источник: Soccerway, Scottish FA

### Второй раунд
Жеребьёвка Второго раунда розыгрыша Кубка Шотландии состоялась 29 сентября 2010 года в Музее шотландского футбола, расположенном на стадионе «Хэмпден Парк» в городе Глазго.
| Элгин Сити                                                | 5:3      | Брора Рейнджерс                   |
| --------------------------------------------------------- | -------- | --------------------------------- |
| Ганн 17′ 38′ · Кругс 52′ · Миллер 61′ · Уилсон 64′ (пен.) | Протокол | Нил 54′ · Джонс 83′ · Маклеод 88′ |

| Альбион Роверс | 0:1      | Саннибанк  |
| -------------- | -------- | ---------- |
|                | Протокол | Гордон 10′ |

| Эдинбург Сити | 2:4      | Трив Роверс                                        |
| ------------- | -------- | -------------------------------------------------- |
| Гейр 35′ 37′  | Протокол | Паттерсон 17′ · Донли 56′ · Уоррен 58′ · Бетти 70′ |

| Монтроз     | 1:1      | Арброт     |
| ----------- | -------- | ---------- |
| Синклер 31′ | Протокол | Доррис 57′ |

| Голспи Сатерленд | 2:2      | Гирван                       |
| ---------------- | -------- | ---------------------------- |
| Бон 55′ 89′      | Протокол | Уоллес 88′ · Ганн 88′ (авт.) |

| Боннес Юнайтед                 | 2:1      | Куинз Парк |
| ------------------------------ | -------- | ---------- |
| Флеминг 45′ (пен.) · Шилдс 75′ | Протокол | Бро 9′     |

| Странраер                                                                | 9:0      | Сент-Катберт Уондерерс |
| ------------------------------------------------------------------------ | -------- | ---------------------- |
| Эгню 12′ · Уан 15′ 18′ 65′ · Малкольм 67′ 74′ 78′ · Уинтер 82′ · Мур 88′ | Протокол |                        |

| Кит | 0:3      | Спартанс                           |
| --- | -------- | ---------------------------------- |
|     | Протокол | Маклеод 31′ · Кинг 65′ · Бисли 90′ |

| Нэрн Каунти | 0:1      | Коув Рейнджерс |
| ----------- | -------- | -------------- |
|             | Протокол | Блэк 83′       |

| Бит Джуниорс                                                                                                 | 8:1      | Университет Глазго |
| --- | -------- | ------------------ |
| О’Кин 7′ · Шеридан 11′ · Маккаллох 17′ · Бредли 36′ · Макгарви 38′ · Рид 58′ (пен.) · Крейг 70′ · Маклин 73′ | Протокол | Ротни 34′          |

| Уигтаун энд Блейднок | 1:7      | Баки Тисл                                                               |
| -------------------- | -------- | ----------------------------------------------------------------------- |
| Ренни 73′            | Протокол | Сатерленд 12′ · Мунро 20′ 23′ · Макрей 35′ · Мюррей 54′ 90′ · Напье 56′ |

| Клайд        | 1:2      | Бервик Рейнджерс          |
| ------------ | -------- | ------------------------- |
| Финлисон 76′ | Протокол | Карри 63′ · Макмуллан 71′ |

| Престон Атлетик | 0:0      | Эннан Атлетик |
| --------------- | -------- | ------------- |
|                 | Протокол |               |

| Форрес Микеникс | 0:0      | Ист Стерлингшир |
| --------------- | -------- | --------------- |
|                 | Протокол |                 |

| Деверонвейл | 1:0      | Долбитти Старз |
| ----------- | -------- | -------------- |
| Смит 85′    | Протокол |                |

| Уайтхилл Уэлфейр                               | 4:3      | Уик Академи          |
| ---------------------------------------------- | -------- | -------------------- |
| Гормли 17′ · Девлин 48′ (пен.) 52′ · Эллум 51′ | Протокол | Маккидди 32′ 65′ 84′ |

Источник: Soccerway, Scottish FA

#### Переигровки
| Арброт          | 2:3 (д.в.) | Монтроз                              |
| --------------- | ---------- | ------------------------------------ |
| Реттрей 47′ 51′ | Протокол   | Хегарти 7′ · Маккорд 22′ · Бойл 114′ |

| Эннан Атлетик                                       | 5:0      | Престон Атлетик |
| --------------------------------------------------- | -------- | --------------- |
| Макбет 4′ · Харти 15′ 21′ · Холсман 45′ · Амайа 87′ | Протокол |                 |

| Ист Стерлингшир | 0:4      | Форрес Микеникс              |
| --------------- | -------- | ---------------------------- |
|                 | Протокол | Коули 29′ 40′ 48′ · Данн 75′ |

| Гирван                                                  | 4:0      | Голспи Сатерленд |
| ------------------------------------------------------- | -------- | ---------------- |
| Мерфи 23′ (пен.) · Макглип 42′ · Уоллес 78′ · Харви 89′ | Протокол |                  |

Источник: Soccerway, Scottish FA

### Третий раунд
Жеребьёвка Третьего раунда состоялась 28 октября 2010 года.
| Странраер                                         | 4:2      | Гирван                  |
| ------------------------------------------------- | -------- | ----------------------- |
| Эгню 34′ (пен.) · Малкольм 42′ 80′ · Галлахер 48′ | Протокол | Моффат 6′ · Коннелл 55′ |

| Элгин Сити           | 2:1      | Ливингстон  |
| -------------------- | -------- | ----------- |
| Ганн 61′ · Крукс 78′ | Протокол | Расселл 74′ |

| Эйр Юнайтед                                                    | 5:0      | Саннибанк |
| -------------------------------------------------------------- | -------- | --------- |
| Банниган 44′ · Робертс 45′ (пен.) 74′ (пен.) · Роджерс 86′ 90′ | Протокол |           |

| Монтроз                              | 3:1      | Уайтхилл Уэлфейр |
| ------------------------------------ | -------- | ---------------- |
| Тош 21′ (пен.) 40′ (пен.) · Поуп 75′ | Протокол | Холл 7′          |

| Аллоа Атлетик                     | 4:2      | Рэйт Роверс            |
| --------------------------------- | -------- | ---------------------- |
| Макдональд 41′ 42′ 66′ · Нобл 48′ | Протокол | Бейрд 27′ · Мюррей 86′ |

| Дамбартон  | 1:2      | Гринок Мортон |
| ---------- | -------- | ------------- |
| Гигган 11′ | Протокол | Грэм 42′ 49′  |

| Эйрдри Юнайтед         | 2:2      | Бит Джуниорс              |
| ---------------------- | -------- | ------------------------- |
| Лаверин 79′ · Бейн 90′ | Протокол | Маккиоун 32′ · Маклин 63′ |

| Брихин Сити      | 2:2      | Эннан Атлетик               |
| ---------------- | -------- | --------------------------- |
| Маккенна 32′ 57′ | Протокол | Мюирхед 52′ · Гилфиллан 68′ |

| Стенхаусмюир               | 2:2      | Трив Роверс                |
| -------------------------- | -------- | -------------------------- |
| Стирлинг 67′ · Уильямс 90′ | Протокол | Миддлмасс 31′ · Уоррен 56′ |

| Коув Рейнджерс | 0:3      | Бервик Рейнджерс                          |
| -------------- | -------- | ----------------------------------------- |
|                | Протокол | Бразил 26′ · Гринхилл 30′ · Макмуллан 67′ |

| Стерлинг Альбион | 1:3      | Партик Тисл                            |
| ---------------- | -------- | -------------------------------------- |
| Смит 73′         | Протокол | Кейрни 59′ · Доннелли 86′ · Грихан 90′ |

| Спартанс    | 1:2      | Ист Стерлингшир      |
| ----------- | -------- | -------------------- |
| Маклеод 54′ | Протокол | Уивер 42′ · Данн 69′ |

| Боннес Юнайтед | 0:2      | Баки Тисл         |
| -------------- | -------- | ----------------- |
|                | Протокол | Чарльзворт 5′ 57′ |

| Ист Файф                                     | 3:1      | Форфар Атлетик |
| -------------------------------------------- | -------- | -------------- |
| Слоун 24′ (пен.) · Джонстон 45′ · Хислоп 47′ | Протокол | Тод 81′        |

| Росс Каунти                                | 4:1      | Деверонвейл         |
| ------------------------------------------ | -------- | ------------------- |
| Миллер 29′ · Барроуман 45′ 90′ · Крейг 62′ | Протокол | Маккензи 80′ (пен.) |

| Питерхед                  | 2:0      | Кауденбит |
| ------------------------- | -------- | --------- |
| Страчан 42′ · Маквити 50′ | Протокол |           |

Источник: Soccerway, Scottish FA

#### Переигровки
29 ноября 2010 года Шотландская футбольная ассоциация установила даты переигровок — 6 декабря должны были встретиться «Трив Роверс» и «Стенхаусмюир», на следующий день были назначены поединки «Бит Джуниорс» — «Эйрдри Юнайтед» и «Эннан Атлетик» — «Брихин Сити». 6 декабря из-за ухудшившихся погодных условий в Шотландии матчи были отменены. Через два дня была объявлена новая дата поединков — 14 декабря, но проведению игр опять помешал сильный снегопад. Перенос матчей на 21 декабря вновь не принёс желаемого результата — поединки были перенесены из-за метеоусловий. В итоге Шотландская футбольная ассоциация приняла решение проводить переигровки по фактической погоде. Пары «Бит Джуниорс» — «Эйрдри Юнайтед» и «Эннан Атлетик» — «Брихин Сити» смогли выявить сильнейшего 4 января 2011 года. «Трив Роверс» и «Стенхаусмюир» разыграли путёвку в следующий этап восемью днями позже.
| Бит Джуниорс                        | 3:4      | Эйрдри Юнайтед                                |
| ----------------------------------- | -------- | --------------------------------------------- |
| О’Кин 62′ · Крейг 65′ · Фрейзер 79′ | Протокол | Джеммилл 7′ 42′ · Стивенсон 12′ · Маккорд 48′ |

| Эннан Атлетик             | 2:5      | Брихин Сити                                                 |
| ------------------------- | -------- | ----------------------------------------------------------- |
| Гилфиллан 6′ · Эйткен 55′ | Протокол | Макаллистер 2′ 82′ · Моллой 23′ · Маккенна 38′ · Байерс 41′ |

| Трив Роверс | 1:5      | Стенхаусмюир                               |
| ----------- | -------- | ------------------------------------------ |
| Донли 48′   | Протокол | Кларк 15′ 25′ · Уильямс 56′ 66′ · Смит 81′ |

Источник: Soccerway, Scottish FA

### Четвёртый раунд
Жеребьёвка Четвёртого раунда прошла 22 ноября 2010 года на стадионе «Хэмпден Парк» в Глазго.
| Абердин                                             | 6:0      | Ист Файф |
| --------------------------------------------------- | -------- | -------- |
| Магуайр 14′ 25′ 42′ · Вернон 30′ 81′ · Магеннис 90′ | Протокол |          |

| Данди Юнайтед | 0:0      | Росс Каунти |
| ------------- | -------- | ----------- |
|               | Протокол |             |

| Монтроз     | 2:2      | Данфермлин Атлетик   |
| ----------- | -------- | -------------------- |
| Тош 26′ 90′ | Протокол | Кларк 73′ · Кирк 81′ |

| Хиберниан | 0:0      | Эйр Юнайтед |
| --------- | -------- | ----------- |
|           | Протокол |             |

| Гамильтон Академикал             | 2:0      | Данфермлин Атлетик |
| -------------------------------- | -------- | ------------------ |
| Хассельбайнк 33′ · Ф. Пайшау 90′ | Протокол |                    |

| Сент-Миррен | 0:0      | Питерхед |
| ----------- | -------- | -------- |
|             | Протокол |          |

| Инвернесс Каледониан Тисл | 2:0      | Элгин Сити |
| ------------------------- | -------- | ---------- |
| Санчес 90′ · Руни 90′     | Протокол |            |

| Данди | 0:4      | Мотеруэлл                                 |
| ----- | -------- | ----------------------------------------- |
|       | Протокол | Саттон 3′ 46′ · Дженнингс 82′ · Мерфи 87′ |

| Бервик Рейнджерс | 0:2      | Селтик                      |
| ---------------- | -------- | --------------------------- |
|                  | Протокол | Майсторович 17′ · Браун 82′ |

| Рейнджерс                                          | 3:0      | Килмарнок |
| -------------------------------------------------- | -------- | --------- |
| Маккаллох 20′ · Лафферти 37′ · Уиттакер 71′ (пен.) | Протокол |           |

| Харт оф Мидлотиан | 0:1      | Сент-Джонстон  |
| ----------------- | -------- | -------------- |
|                   | Протокол | Макдональд 86′ |

| Куин оф зе Саут | 1:2      | Брихин Сити                  |
| --------------- | -------- | ---------------------------- |
| Макминамин 72′  | Протокол | Байерс 17′ · Макаллистер 35′ |

| Фалкирк                  | 2:2      | Партик Тисл           |
| ------------------------ | -------- | --------------------- |
| Миллар 38′ · Комптон 72′ | Протокол | Бьюкен 8′ · Дулан 86′ |

| Гринок Мортон      | 2:2      | Эйрдри Юнайтед                   |
| ------------------ | -------- | -------------------------------- |
| Грэм 52′ · Кин 62′ | Протокол | Макей-Стивен 23′ · Стивенсон 47′ |

| Стенхаусмюир | 0:0      | Странрар |
| ------------ | -------- | -------- |
|              | Протокол |          |

| Ист Стерлингшир | 1:0      | Баки Тисл |
| --------------- | -------- | --------- |
| Коули 88′       | Протокол |           |

Источник: Soccerway

#### Переигровки
| Эйр Юнайтед | 1:0      | Хиберниан |
| ----------- | -------- | --------- |
| Робертс 19′ | Протокол |           |

| Росс Каунти | 0:0 (3:4, по пен.) | Данди Юнайтед |
| ----------- | ------------------ | ------------- |
|             | Протокол           |               |

| Питерхед | 1:6      | Сент-Миррен                                      |
| -------- | -------- | ------------------------------------------------ |
| Шарп 89′ | Протокол | Макгоуэн 22′ 33′ 46′ · Муй 31′ · Макуэйд 45′ 56′ |

| Данфермлин Атлетик                                          | 5:3      | Монтроз                              |
| ----------------------------------------------------------- | -------- | ------------------------------------ |
| Кирк 11′ · Макдугалл 40′ · Грэм 48′ 52′ · Гибсон 61′ (пен.) | Протокол | Вудс 47′ (авт.) · Тош 72′ 88′ (пен.) |

| Партик Тисл | 1:0      | Фалкирк |
| ----------- | -------- | ------- |
| Эрскайн 6′  | Протокол |         |

| Эйрдри Юнайтед               | 2:5      | Гринок Мортон                                                 |
| ---------------------------- | -------- | ------------------------------------------------------------- |
| Макей-Стивен 77′ · Салли 80′ | Протокол | О’Брайен 14′ · Дженкинс 61′ 71′ · Грэм 68′ · Монти 84′ (пен.) |

| Странраер                                    | 4:3      | Стенхаусмюир                                        |
| -------------------------------------------- | -------- | --------------------------------------------------- |
| Арман Уан 19′ 74′ · Малкольм 44′ · Мерфи 49′ | Протокол | Долзил 17′ · Галлахер 45′ (авт.) · Кларк 90′ (пен.) |

Источник: Soccerway

### Пятый раунд
Результат матча Четвёртого раунда «Ист Стерлингшир» — «Баки Тисл», в котором была зафиксирована победа клуба из города Фолкерк со счётом 1:0, был аннулирован Шотландской футбольной ассоциацией из-за использования в поединке победителями незаявленного игрока. В итоге, «Ист Стерлингширу» было засчитано техническое поражение, а в следующий этап автоматически прошёл «Баки Тисл».
Жеребьёвка Пятого раунда состоялась 11 января 2011 года на стадионе «Хэмпден Парк» в Глазго.
| Гамильтон Академикал | 1:3      | Данди Юнайтед                       |
| -------------------- | -------- | ----------------------------------- |
| Антуан-Курье 46′     | Протокол | Дейли 20′ · Диксон 39′ · Буабен 59′ |

| Инвернесс Каледониан Тисл               | 5:1      | Гринок Мортон |
| --------------------------------------- | -------- | ------------- |
| Форан 19′ 86′ · Руни 38′ 66′ · Хогг 62′ | Протокол | Лайл 83′      |

| Странраер | 0:2      | Мотеруэлл              |
| --------- | -------- | ---------------------- |
|           | Протокол | Джонс 45′ · Саттон 82′ |

| Эйр Юнайтед        | 1:2      | Сент-Миррен    |
| ------------------ | -------- | -------------- |
| Робертс 58′ (пен.) | Протокол | Дарго 7′ 45+1′ |

| Баки Тисл | 0:2      | Брихин Сити                    |
| --------- | -------- | ------------------------------ |
|           | Протокол | Маккенна 18′ · Макаллистер 30′ |

| Рейнджерс                     | 2:2      | Селтик                  |
| ----------------------------- | -------- | ----------------------- |
| Несс 3′ · Уиттакер 41′ (пен.) | Протокол | Коммонс 15′ · Браун 65′ |

| Абердин                | 1:0      | Данфермлин Атлетик |
| ---------------------- | -------- | ------------------ |
| Макгрегор 90+2′ (авт.) | Протокол |                    |

| Сент-Джонстон            | 2:0      | Партик Тисл |
| ------------------------ | -------- | ----------- |
| Дэвидсон 43′ · Крейг 57′ | Протокол |             |

Источник: Soccerway

#### Переигровки
| Селтик     | 1:0      | Рейнджерс |
| ---------- | -------- | --------- |
| Уилсон 48′ | Протокол |           |

Источник: Soccerway

### Четвертьфиналы
Жеребьёвка четвертьфинальных игр состоялась 6 февраля 2011 года на стадионе «Айброкс».
| Сент-Миррен  | 1:1      | Абердин       |
| ------------ | -------- | ------------- |
| Макгоуэн 77′ | Протокол | Макэрдл 90+3′ |

| Брихин Сити                | 2:2      | Сент-Джонстон                |
| -------------------------- | -------- | ---------------------------- |
| Макаллистер 42′ (пен.) 78′ | Протокол | Миллар 48′ · Инвинчибиле 62′ |

| Данди Юнайтед            | 2:2      | Мотеруэлл     |
| ------------------------ | -------- | ------------- |
| Гудвилли 40′ · Дейли 73′ | Протокол | Саттон 2′ 72′ |

| Инвернесс Каледониан Тисл | 1:2      | Селтик          |
| ------------------------- | -------- | --------------- |
| Руни 44′ (пен.)           | Протокол | Ледли 45+2′ 68′ |

#### Переигровки
| Абердин                 | 2:1      | Сент-Миррен           |
| ----------------------- | -------- | --------------------- |
| Магуайр 4′ · Вернон 44′ | Протокол | Вуядинович 87′ (авт.) |

| Сент-Джонстон | 1:0      | Брихин Сити |
| ------------- | -------- | ----------- |
| Самуэль 37′   | Протокол |             |

| Мотеруэлл                            | 3:0      | Данди Юнайтед |
| ------------------------------------ | -------- | ------------- |
| Мерфи 8′ · Хамфри 36′ · Джефферс 63′ | Протокол |               |

### Полуфиналы
Жеребьёвка полуфинальных игр прошла 14 марта 2011 года.
| Мотеруэлл                           | 3:0      | Сент-Джонстон |
| ----------------------------------- | -------- | ------------- |
| Крейган 5′ · Мерфи 14′ · Саттон 39′ | Протокол |               |

| Абердин | 0:4      | Селтик                                                   |
| ------- | -------- | -------------------------------------------------------- |
|         | Протокол | Малгрю 49′ · Ледли 57′ · Коммонс 63′ (пен.) · Малони 84′ |

## Финал
| Мотеруэлл | 0:3      | Селтик                                          |
| --------- | -------- | ----------------------------------------------- |
|           | Протокол | Ки Сон Ён 32′ · Крейган 76′ (авт.) · Малгрю 88′ |

## Освещение турнира СМИ

### Великобритания и Ирландия
Начиная с Четвёртого раунда турнира, матчи Кубка на Великобританию и Ирландию транслировали телеканалы «Sky Sports» и «BBC Scotland». Они же показывали по одной переигровке из каждого этапа.

### Остальной мир
За пределами Британских островов, в частности в США, Австралии и Вест-Индии, поединки Кубка Шотландии транслировались телекомпанией «Setanta Sports».